# 38
38. је била проста година.

## Догађаји
- Лето – први погром Јевреја у Александрији
- октобар – депоновање Авилије Флак
- Калигулина се тешко разболео и опоравио
- Изградња моста преко мореуза између Баиае и Путеоли.
- Смрт и обожење Јулије Друзиле.
- Полемону II додељено је Понтско краљевство.
- Котис је постављен за краља Мале Јерменије
- Власт у Партији задржали су представници власти који нису припадали Арсакидима.